# زنامنکا (سرزمین آلتای)
زنامنکا (به لاتین: Znamenka) یک منطقهٔ مسکونی در روسیه است که در سرزمین آلتای واقع شده‌است.